# Janvier 1906

## Événements
- 2 janvier, France : le gouvernement précise les conditions de l’inventaire des biens du clergé, ce qui provoque de vives protestations. Incidents à Sainte-Clotilde à Paris.

- 16 janvier - 7 avril : la conférence d'Algésiras règle les droits sur le Maroc entre la France, l’Espagne, le Royaume-Uni et l’Allemagne. Elle donne satisfaction à la France dans l'affaire marocaine. Theodore Roosevelt aide à freiner les ambitions allemandes au Maroc. Les accords d'Algésiras ouvrent le Maroc à la France et à l'Espagne.
  - L’indépendance du sultan et l’intégrité du Maroc sont garanties, l’empire chérifien reste ouvert aux entreprises de toutes les nations. La France et le Maroc sont chargés de la police des ports marocains. La surveillance des frontières avec l’Algérie, l’encadrement de la police marocaine et la présidence de la Banque centrale sont confiées à la France.

- 21 - 25 janvier, Russie : création du Parti octobriste (8-12/01 du calendrier julien).

- 26 janvier : à Daytona Beach, Fred H. Marsriott établit un nouveau record de vitesse terrestre : 195,65 km/h.

- 29 janvier : début du règne de Frédéric VIII de Danemark.

## Naissances
- 5 janvier : Pierre Seghers, poète et éditeur français († 4 novembre 1987).
- 6 janvier : Arthur Bossler, résistant français chef des Forces françaises de l'intérieur (FFI) de La Robertsau pendant la Seconde Guerre mondiale († 2 octobre 1973).
- 11 janvier : 
  - Abdulkerim Alizada, historien azerbaïdjanais († 3 décembre 1979).
  - Albert Hofmann, chimiste suisse, inventeur du LSD († 29 avril 2008).
- 12 janvier : Emmanuel Levinas, philosophe († 25 décembre 1995).
- 13 janvier : Sergueï Pavlovitch Korolev, ingénieur, père de l'astronautique soviétique († 14 janvier 1966).
- 15 janvier : Aristote Onassis, armateur grec 2d époux de Jacqueline Kennedy († 15 mars 1975).
- 22 janvier : Robert Ervin Howard, un écrivain américain d'heroic fantasy († 11 juin 1936).
- 23 janvier : Lester Horton, danseur, chorégraphe et pédagogue américain († 2 novembre 1953).
- 27 janvier : Walter L. Gordon, homme d'affaires et homme politique († 21 mars 1987).
- 29 janvier : Joe Primeau, joueur de hockey sur glace († 14 mai 1989).

## Décès
- 1er janvier : Hugh Nelson, lieutenant-gouverneur de la Colombie-Britannique.
- 25 janvier : Pierre-Lambert Goossens, cardinal belge, archevêque de Malines (° 18 juillet 1827).
- 27 janvier : Prosper Drion, sculpteur belge (° 2 juillet 1822).
- 29 janvier : Christian IX, roi du Danemark.